# کوه‌های راکی کانادا
کوه‌های راکی کانادا (فرانسوی: Rocheuses canadiennes‎) شامل بخش کانادایی رشته‌کوه راکی در آمریکای شمالی است که بخش شرقی رشته‌کوه‌های کانادا را در بر می‌گیرد که خود شامل مجموعه‌ای از چندین رشته‌کوه از دشت‌های کانادا تا ساحل غربی این کشور است.
کوه‌های راکی کانادا دارای چندین قله مرتفع مانند کوه رابسون (3,954 متر) و کوه کلمبیا (3,747 متر) است. این کوه‌ها عمدتاً از شیل و سنگ‌آهک تشکیل شده است و بخش بزرگی از این رشته‌کوه توسط پارک‌های ملی و ایالتی کانادا محافظت می‌شود که تعدادی از آنها در زمره فهرست میراث جهانی به ثبت رسیده‌اند.